# روبرتو رامیرز (بازیکن فوتبال)
روبرتو رامیرز (انگلیسی: Roberto Ramírez؛ زادهٔ ۷ ژوئیهٔ ۱۹۹۶) بازیکن فوتبال اهل آرژانتین است.
از باشگاه‌هایی که در آن بازی کرده‌است می‌توان به باشگاه فوتبال گودوی کروز اشاره کرد.